# غول (مینی‌سریال)
غول (به انگلیسی: Ghoul) یک مینی‌سریال در ژانر ترسناک هندی است. این سریال دومین نسخه اصلی نت‌فلیکس هند بعد از سریال «بازی‌های مقدس» است.

## بازیگران
- رادیکا آپته در نقش نیدا رحیم
- Manav Kaul
- S. M. Zaheer
- Ratnabali Bhattacharjee
- Mahesh Balraj
- Mallhar Goenka
- Rohit Pathak
- Robin Das
- Surender Thakur

## انتشار
این مینی سریال در ۲۴ اوت ۲۰۱۸ توسط نتفلیکس منتشر شد. این سریال در ۲۲ اوت ۲۰۱۸ در بمبئی به نمایش درآمد.